# 기아 EV5
기아 EV5(영어: Kia EV5)는 기아의 E-GMP 기반 다섯 번째 전용 전기차로 준중형급 SUV이다.

## 상세

### 콘셉트 카

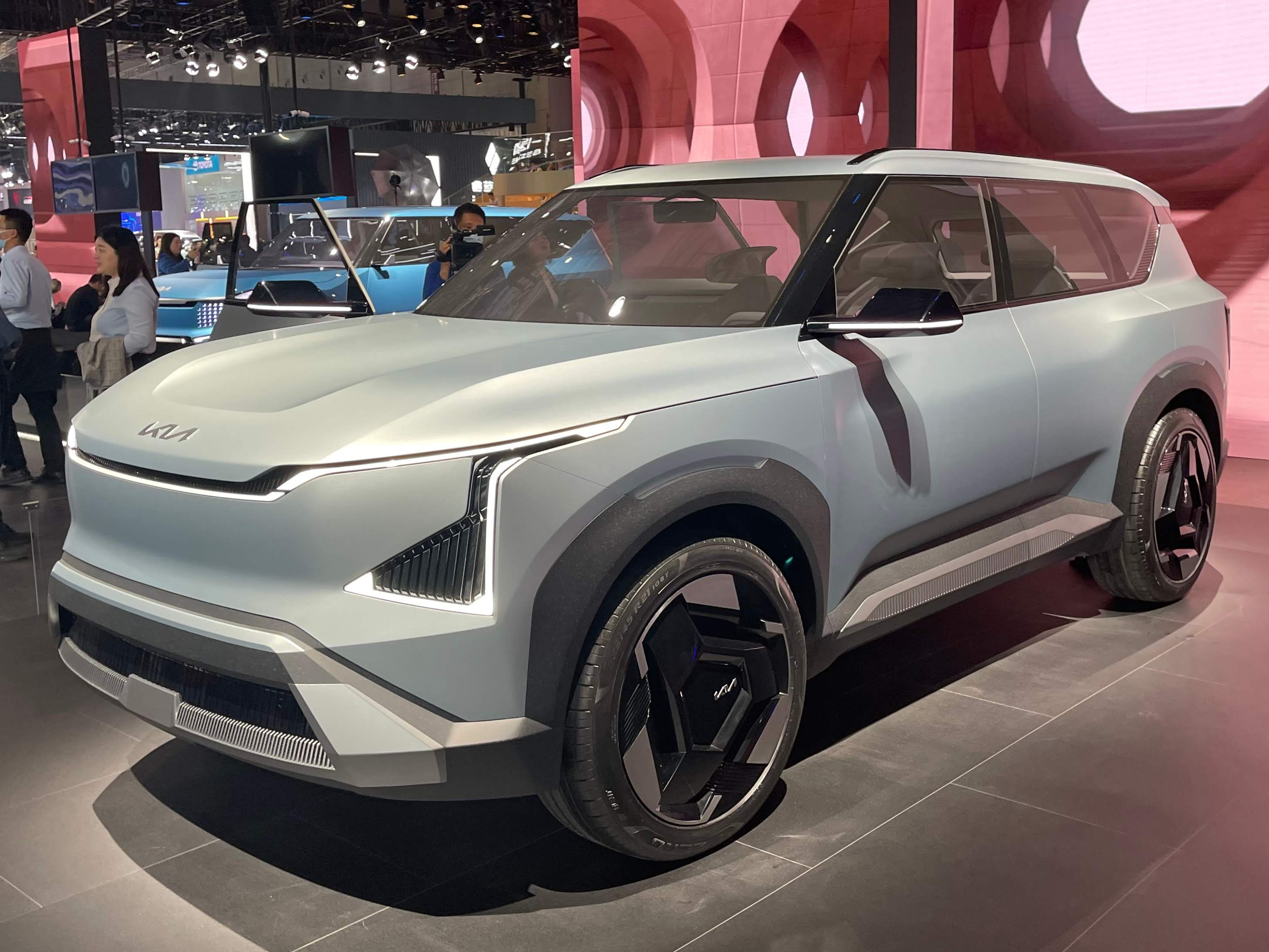
기아 EV5 콘셉트카 정측면

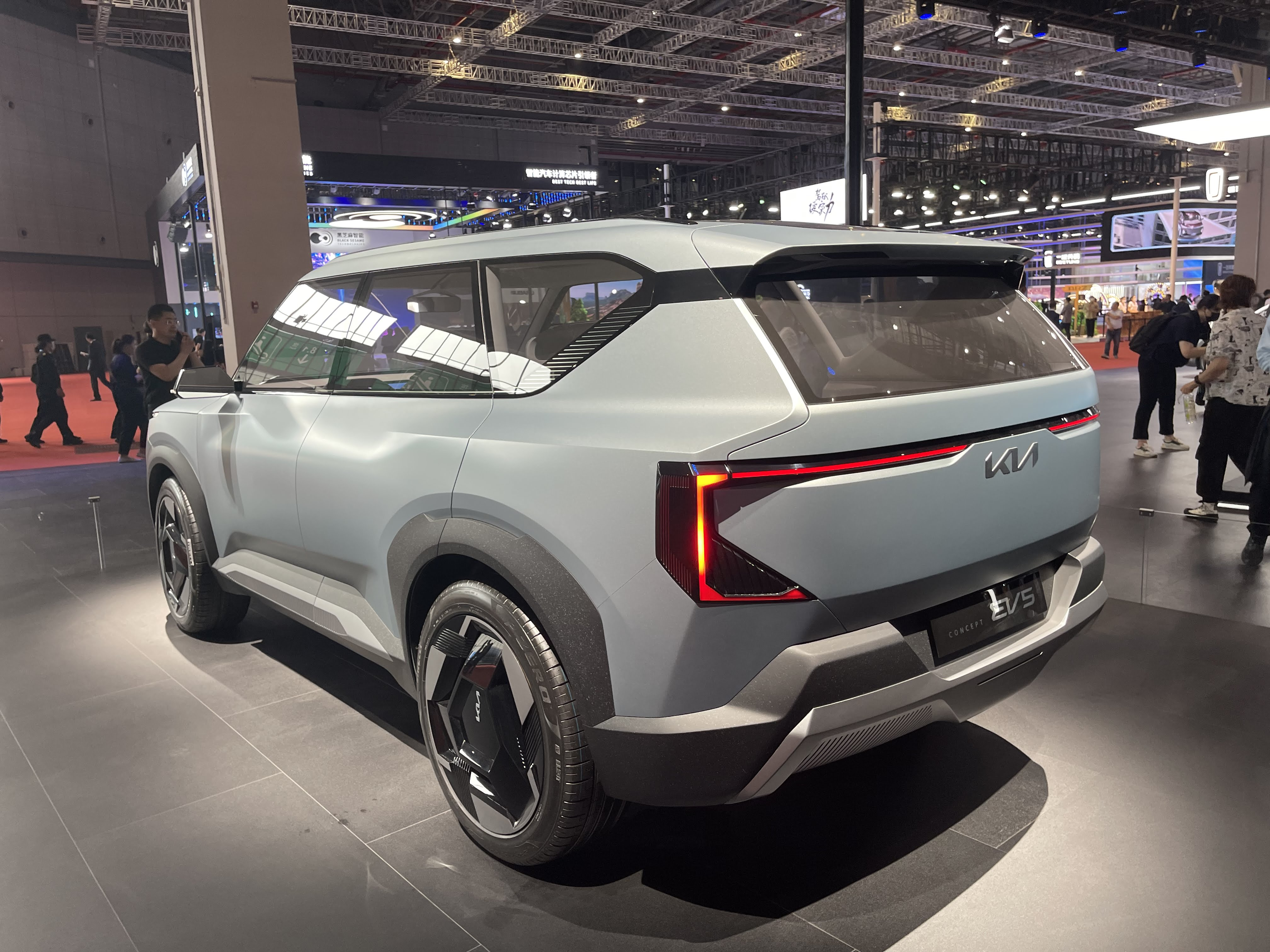
기아 EV5 콘셉트카 후측면

2023년 3월 20일, 중국 상하이 E-스포츠 문화센터에서 열린 '기아 EV 데이'에서 공개됐다.2023년 중으로 양산차가 출시될 예정이며 중국 옌청공장에서 생산된다.
기아의 디자인 철학 '오퍼짓 유나이티드'가 적용됐으며 2023년 공개된 EV9과 패밀리룩을 이룬다. 전면부는 스타맵 시그니처 램프 디자인과 디지털 타이거 페이스가 적용됐으며 측면은 박스형 실루엣과 다이아몬드 컷팅 21인치 휠 등이 적용됐다. 내부에는 3개의 스크린이 탑재된 파노라믹 디스플레이가 적용됐다. 시트는 회전이 가능하며 1열 시트와 콘솔을 벤치 시트처럼 연결할 수 있다. 시트와 팔걸이 부분에 바이오 폴리우레탄, 재활용 플라스틱 등 10가지 친환경 소재를 적용했다.

### 1세대(OV1, 2025년 하반기 국내 출시 예정[4])
2023년 10월 12일, 경기도 여주시 마임비전빌리지에서 개최된 '2023 기아 EV 데이'에서 공개됐다. 기아의 세 번째 전용 전기차 모델로 E-GMP를 적용한 최초의 전륜 기반 전용 EV이다.
외장은 디지털 타이거 페이스, 스타맵 시그니처 라이팅, 기하학적이고 기술적인 형상의 휠과 휠아치 등의 디자인 요소가 적용됐다.
실내는 ‘자연과 인공의 경계 없는 조화’를 콘셉트로 운전석 릴랙션 시트 등 기능성을 높인 시트를 적용하고 다양한 수납공간을 구현한 것이 특징이다.
중국 생산 모델은 인산철(LFP) 배터리를, 국내 생산 모델은 삼원계(NCM) 배터리를 탑재하며 스탠다드 2WD와 롱레인지 2WD·AWD 등 3가지로 운영될 예정이다.
차세대 인포테인먼트 시스템 ccNC, 차량 시스템 무선(OTA) 소프트웨어 업데이트 기능, 고속도로 주행 보조 2(HDA2), 원격 스마트 주차 보조 2(RSPA 2)등이 탑재된다.
기존 V2L 기능에 추가로 차량·전력망 양방향 충전 기술 V2G가 적용될 예정이다.
2024년 3월부터 중국산 모델이 태국 등 일부 시장에 수출되어 판매되고 있다. 대한민국 등지에서 생산 및 판매할 모델은 OV1k란 코드명으로 개발 중에 있으며, 2025년부터 출시할 예정이다. 생산은 광주공장에서 진행될 계획이며, 2025년 5월 말에 쏘울을 단산시키고 쏘울의 생산라인을 개량한 다음 생산한다.
2025년 7월 8일에 더 기아 EV5의 내∙외장 디자인이 공개됐다.
외관은 와이드하고 견고한 스키드 플레이트 및 보닛과 수직으로 배열된 LED 헤드램프, 스타맵 시그니처 라이팅이 적용된 주간주행등이 적용됐으며, 테일게이트와 D필러를 통해 넉넉한 후석 공간과 넓은 트렁크 공간을 구현했다. 19인치 휠은 기하학적 그래픽의 다이아몬드 커팅 조형이 적용됐다.
실내는 크래시패드에 12.3인치 클러스터, 12.3인치 인포테인먼트 디스플레이, 5인치 공조 디스플레이를 통합한 파노라믹 와이드 디스플레이가 적용됐으며, 앞으로 접었을 때 수평으로 펼쳐지는 2열 완전 평탄화 접이 시트가 탑재됐다. 또한 넉넉한 콘솔 수납공간과 콘솔 슬라이딩 트레이가 탑재됐으며, 독립적으로 제어 가능한 3존 공조 컨트롤러가 적용됐다.
2025년 하반기 출시 시점에 맞춰 GT-line을 포함한 EV5의 상세 사양을 공개할 예정이다.

## 같이 보기
- 기아
- EV9
- E-GMP
- 콘셉트 카
- V2G